# Rakvere
Rakvere (antigament, Wesenberg o Wesenbergh en alemany) és una ciutat, capital del comtat de Lääne-Viru, al nord d'Estònia, 20 km al sud del Golf de Finlàndia. El 2021 tenia 15.141 habitants.

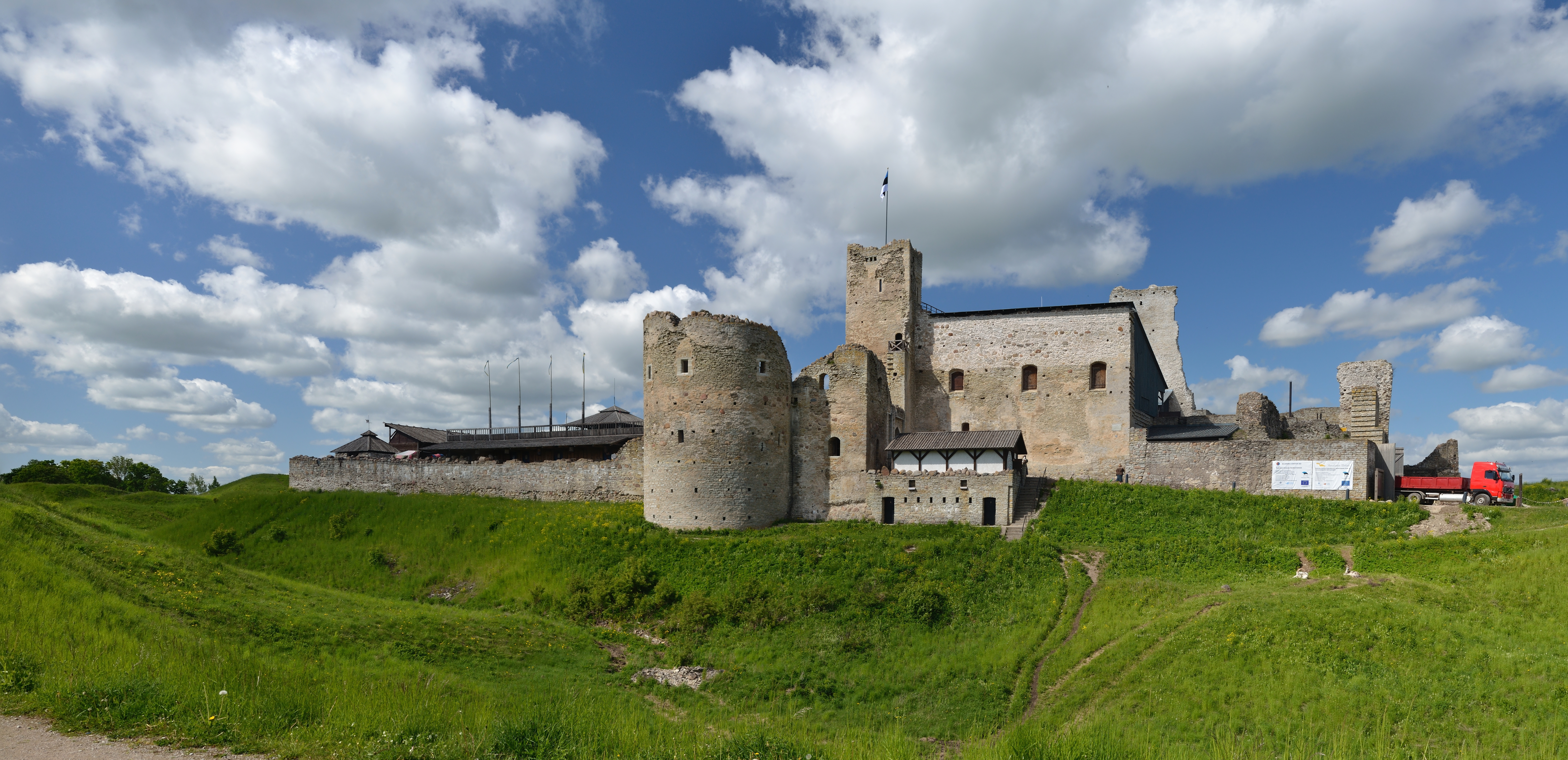
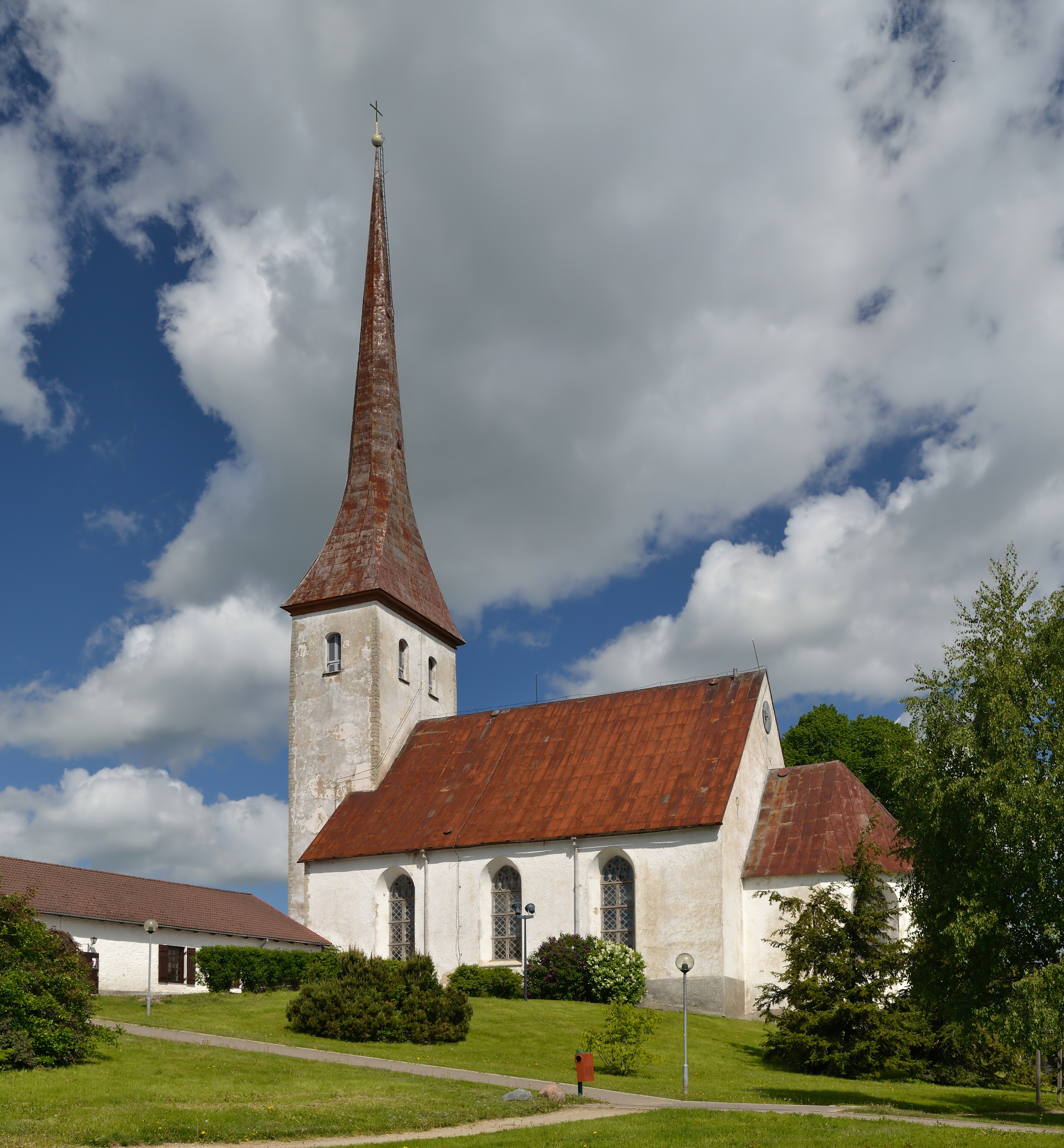
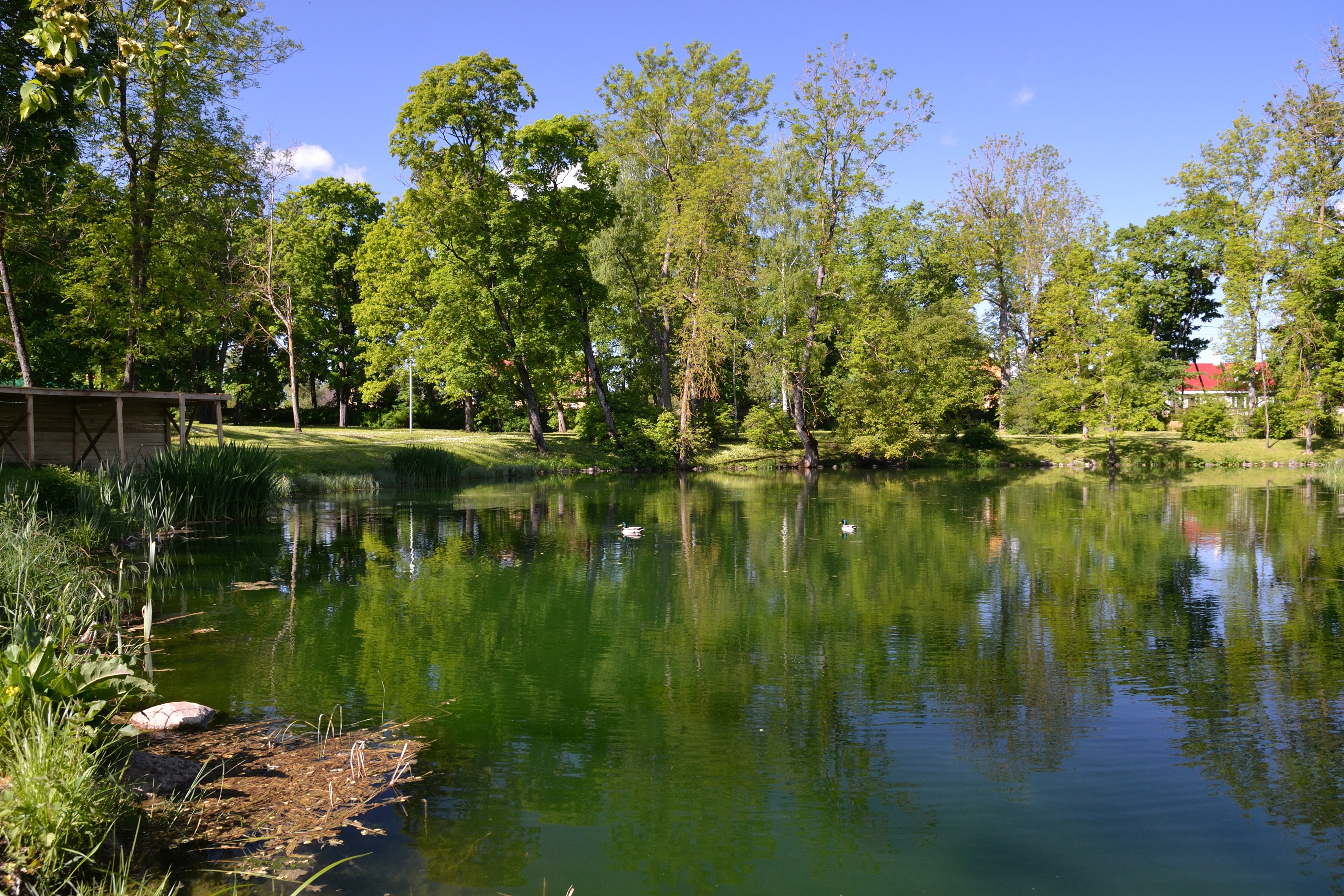
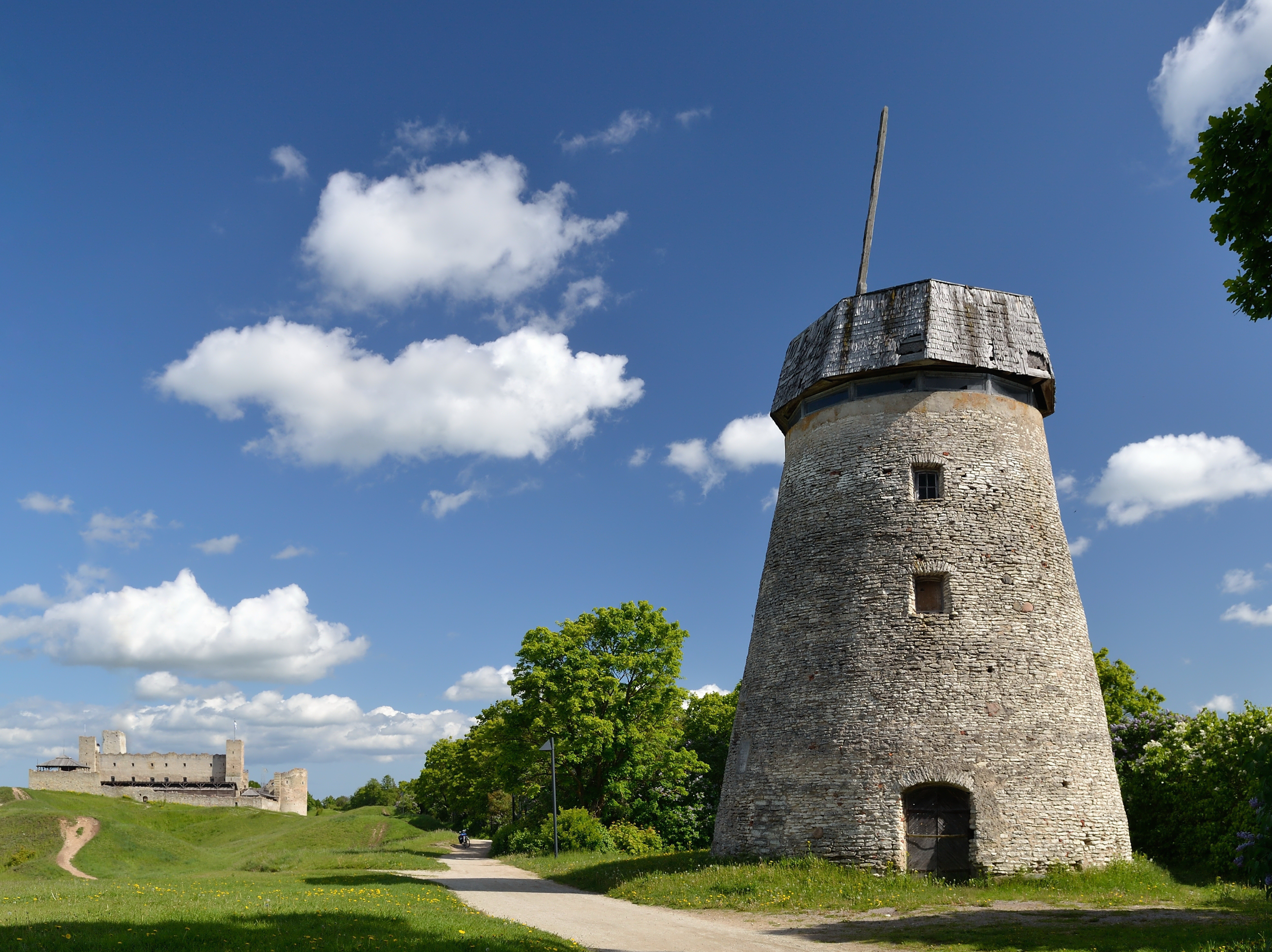
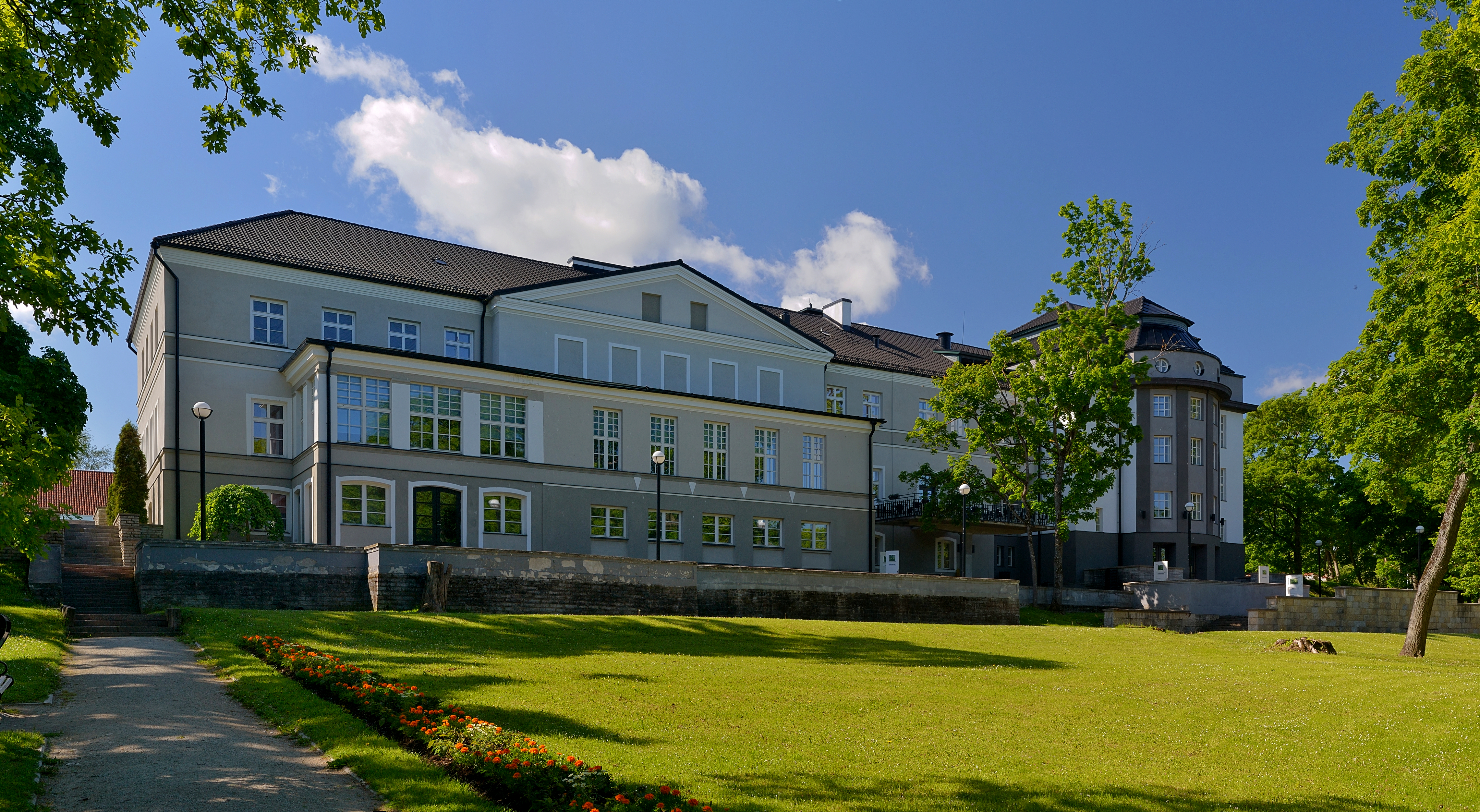